# Атланта Леджендс
Атланта Леджендс (англ. Atlanta Legends) — профессиональный футбольный клуб, базирующийся в Атланте, Джорджия. Команда входит в лигу Альянс американского футбола, первый сезон которой стартует в феврале 2019 года. Домашние матчи клуба будут проходить на «Джорджия Стейт Стэдиум».

## История
О создании нового профессионального клуба в Атланте было объявлено в апреле 2018 года. Тогда же было заявлено, что главным тренером команды станет Брэд Чилдресс, а пост координатора нападения займёт бывший квотербек «Атланты Фэлконс» Майкл Вик. Презентация команды состоялась в сентябре, она получила название Атланта Леджендс. Комментируя выбор имени, один из основателей лиги Чарли Эберсол заявил, что Атланта это город построенный на легендах и для легенд, приведя в пример бывшего игрока бейсбольного клуба «Атланта Брэйвз» Хэнка Аарона.
В октябре было представлено расписание игр первого сезона лиги. «Атланта» дебютирует 9 февраля 2019 года выездной игрой против «Орландо Аполлос». В январе, за месяц до старта чемпионата, контракт с Чилдрессом был расторгнут. Новым главным тренером команды стал Кевин Койл, занимавший до этого пост координатора защиты.